# Podhead
Podhead er en dansk Internet- og medievirksomhed som står bag en række portaler i Skandinavien. Virksomheden fungerer som et partnerskab og har kontor på Frederiksberg.
Virksomheden startede i 2005 med lanceringen af podhead.dk der var Danmarks første portal for podcast. Siden eksisterer ikke længere. 
Idéen med podhead er at skabe en websted hvor man kan samler alle danske podcasts og danske podcastere Arkiveret 7. december 2008 hos  Wayback Machine. Alle kan kommentere podcastene samt give op til 5 hoveder, hvis man har en profil.
På podhead.dk kan man finde en liste over alle danske podcasts (Webside ikke længere tilgængelig) og hvem der står bag de enkelte podcast. Samtidig kan man finde hjælp og vejledning inden for podcasting.
Podhead står bag podhead productions som laver produktioner af podcasts. Virksomheden står bag en række danske og udenlandske podcasts som kan findes på podhead.dk.
Podhead har en WAP-portal Arkiveret 18. december 2008 hos  Wayback Machine og mobilt samarbejde med TDC i Danmark og Nokia i Danmark, Norge og Sverige omkring udbredelsen af podcast via mobiltelefon.